# Gamla Residenset, Nyköping

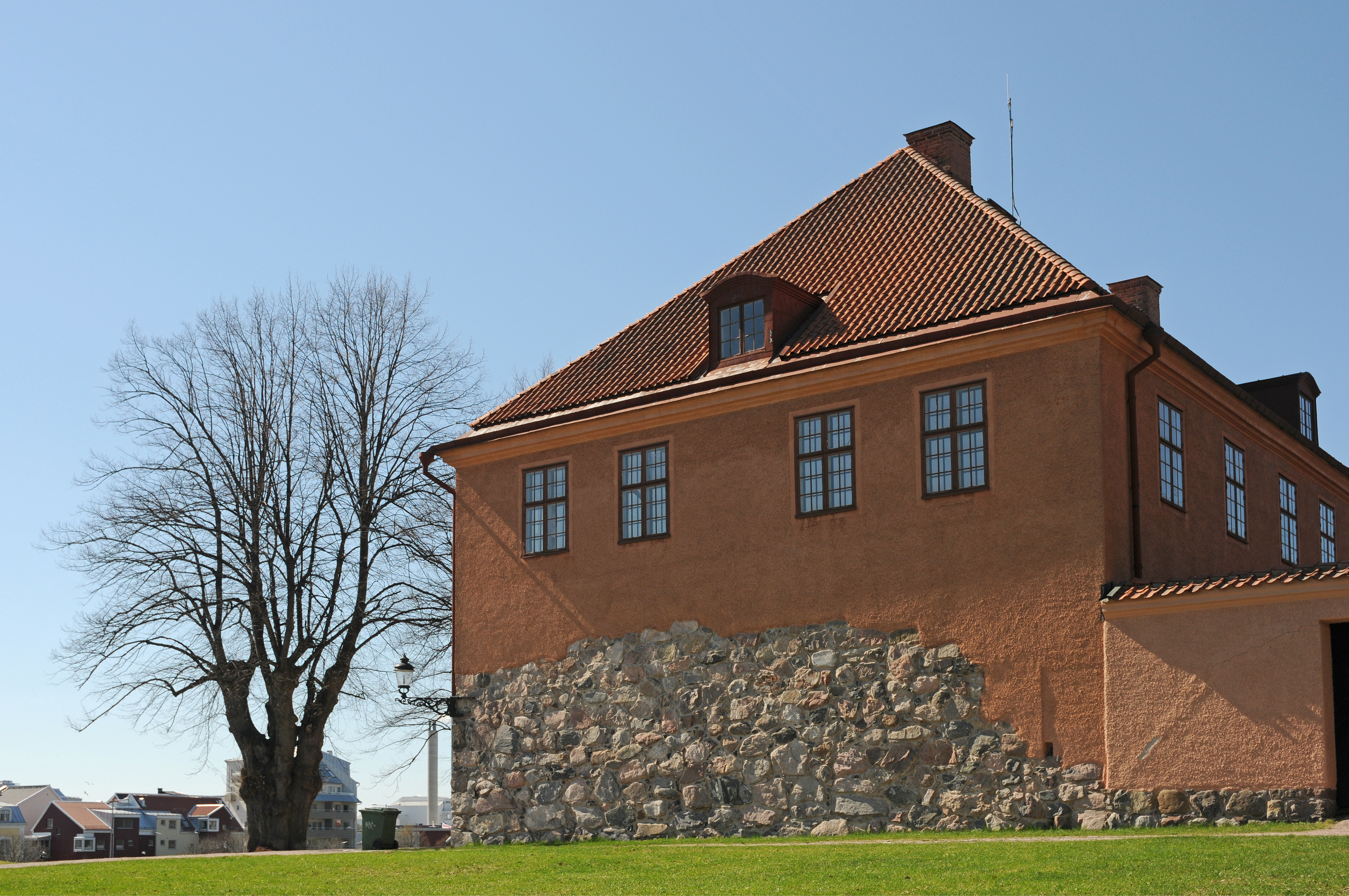
Vy från öster.

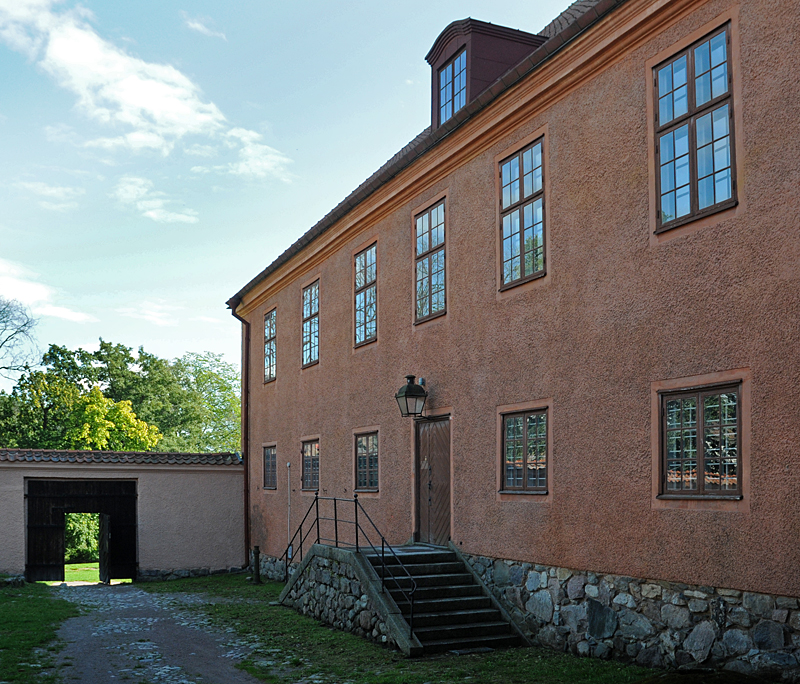
Vy från gården.

Gamla Residenset i Nyköping byggdes på 1720-talet som residens åt landshövdingen i Södermanlands län. Byggnaden uppfördes på de gamla ruinerna efter det nedbrunna Nyköpingshus. 
När Nils Adam Bielke blev landshövding 1761 flyttade han från Gamla Residenset till sitt eget hus i staden. Residenset blev därefter kontor för länsstyrelsen i Södermanland. År 1808 övertogs byggnaden av Nyköpings läns arbets- och korrektionsinrättning med salar för korrektionshjon som tvångsomhändertagits i Södermanlands län, från mitten av 1800-talet enbart från Nyköpingsområdet. År 1833 beslutades att anläggningen skulle användas för personer som smittades av kolera medan de intagna överfördes till en gård utanför Nyköping. Verksamheten upphörde i slutet av 1800-talet. 
Från 1913 hade Sörmlands museum kontor och utställningslokaler på Gamla Residenset. På 1918 invigdes museets första utställning med tio rum, med bland annat ett tavelgalleri, arkeologiska föremål och fornminnen. Idag hyr Nyköpings kommun fastigheten av Statens Fastighetsverk.

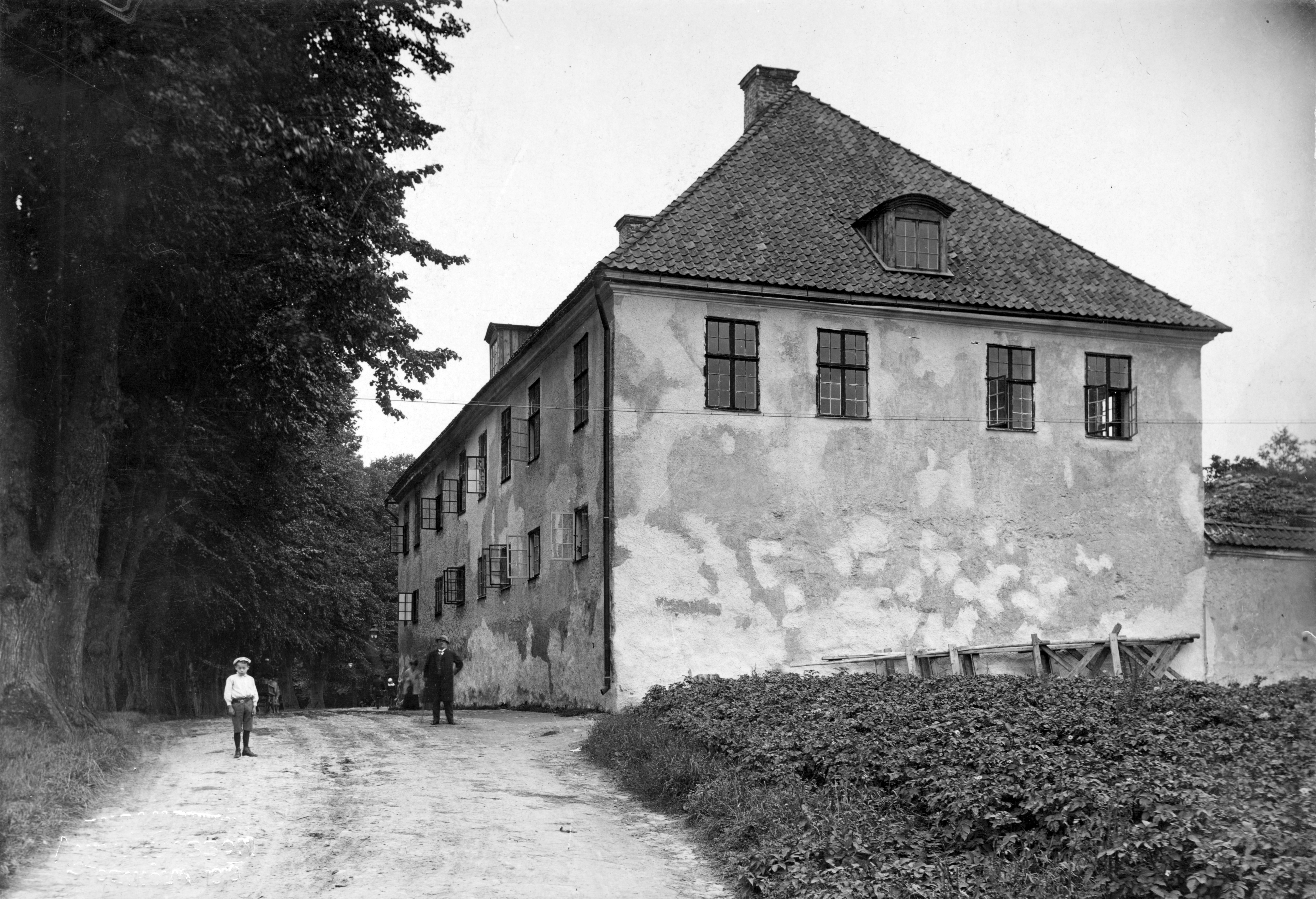
Gamla Residenset på tidigt 1900-tal.
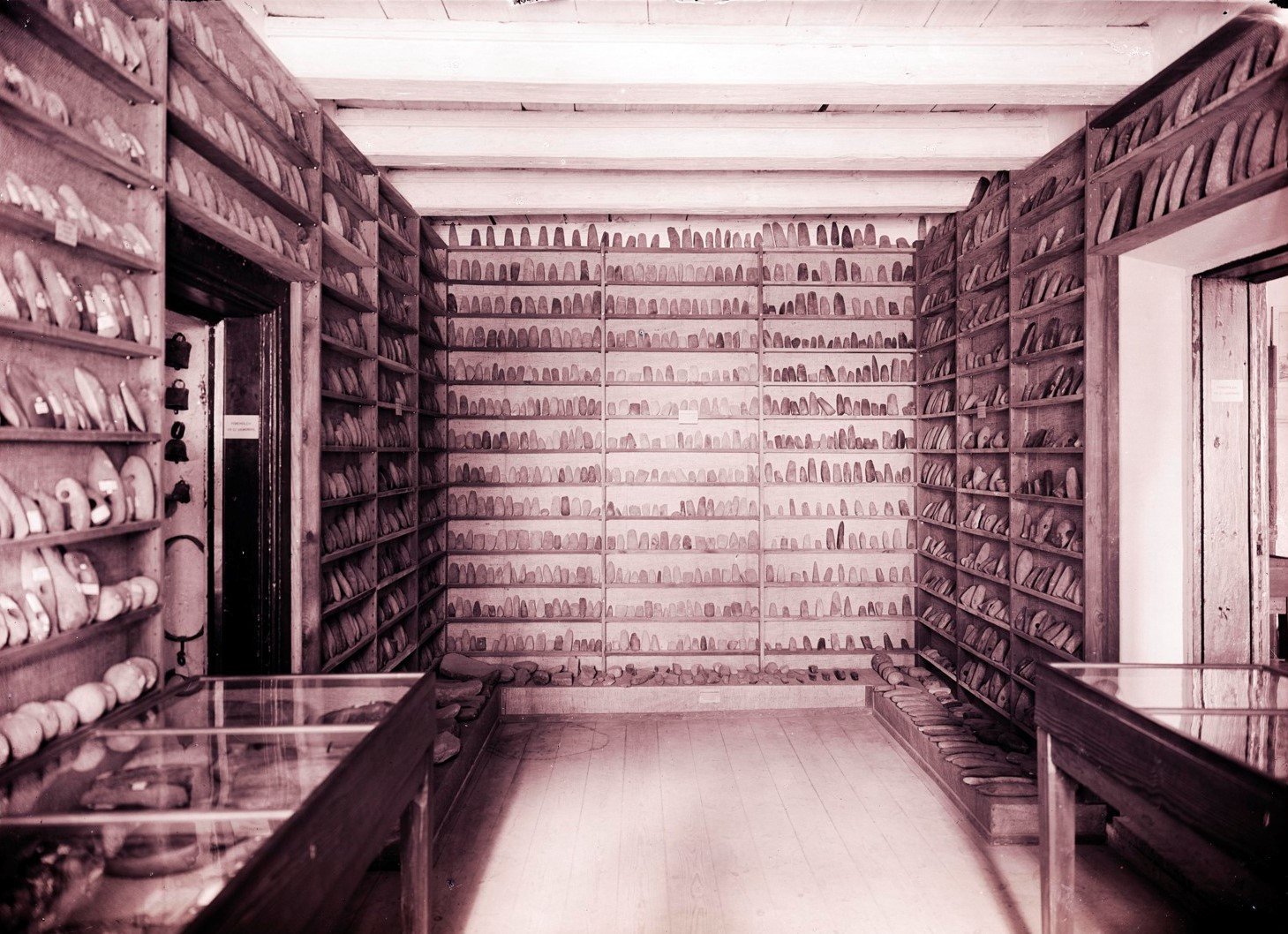
En av de första utställningarna på Gamla Residenset.